# Shorta
Shorta er en dansk spillefilm fra 2020 instrueret af Anders Ølholm og Frederik Louis Hviid.

## Handling
19-årige Talib Ben Hassis liv hænger i en tynd tråd. Hvad der helt nøjagtigt skete, mens han var i politiets varetægt, henstår i det uvisse. To betjente, Jens og Mike, er på rutinepatrulje i ghettoen Svalegården, da meddelelsen om Talibs død kommer, og et utæmmeligt raseri hos de unge fører til oprør og et krav om hævn. Pludselig er de to betjente blevet jaget vildt, og må slås for deres liv for at komme ud.

## Medvirkende
- Jacob Lohmann som Mike Andersen
- Simon Sears som Jens Høyer
- Arian Kashef som Osman
- Tarek Zayat som Amos Al-Shami
- Issa Khattab som Iza
- Özlem Saglanmak som Abia

Saglanmak modtog i 2021 en Robert-pris som årets kvindelige birolle for sit spil i filmen.